# Menorca
Menorca eller Minorca är en ö i den spanska ögruppen Balearerna. Huvudort är Mahón (på baleariska Maó). Menorca har mellan 70 000 och 150 000 invånare beroende på turistsäsong. Ön ligger cirka 4 mil nordöst om Mallorca och är 668 km² stor, vilket motsvarar mindre än en femtedel av Mallorcas yta. Öns största stad är Ciutadella på västra delen av ön, med cirka 30 000 invånare.
Mellan Menorca och Mallorca går det båtturer varje dag. Menorcas flygplats är den enda flygplatsen på ön.

## Historia
Öns tidigaste historia är förknippad med den talaiotiska bronålderskulturen, varefter fenicierna bosatte sig på delar av ön. Därefter inlemmades ön i det romerska riket, varefter vandalerna och Bysantinska riket (från år 534) tog området i besittning. Från år 903 islamiserades Menorca, sedan Cordobakalifatet erövrat ön permanent.
1287 erövrades Menorca av kristna styrkor, tillhöriga Aragoniska kronan, under den kristna återövringen av Iberiska halvön. Ön återbefolkades av folkgrupper från norra Katalonien. I slutet av 1400-talet blev man del av det förenade Spanien.
30 juni 1558 föll den västliga hamnstaden Ciutadella offer för en stor osmansk piraträd. Landstigningsflottan räknade minst 12 000 man, med marginal större än den dåvarande befolkningen på hela Menorca. Dagen innan hade turkarna slagits tillbaka från Maó, men de 4 000 invånarna i Ciutadella kunde inte erbjuda lika starkt motstånd. Staden förstördes, och uppskattningsvis 5 000 personer miste livet eller togs som fångar. De överlevande stadsborna fördes till Konstantinopel, där de såldes som slavar; motsvarande behandling förärades de muslimska stadsborna efter 1287 kristna erövring.
Under 1700-talet var Menorca i perioder besatt av franska eller brittiska styrkor, och först efter Napoleontiden inlemmades ön mer permanent i det spanska riket.

De åtta kommunerna på Menorca.

## Geografi och ekonomi
Menorca är den nordligaste av de större öarna i Balearerna. Dess namn, som betyder 'den lilla [ön]', antyder öns historiska relation i förhållande till närbelägna Mallorca – 'den stora [ön]'.
Menorca har under 1900-talet utvecklats till en turistö, med många badstränder och kulturturism till historiska byggnadsminnen. Ön är förklarad som biosfärområde av Unesco, bland annat för sin varierande fauna och flora och alla sina grottor, vikar, våtmarker, dynområden och småöar. På ön finns 20 olika fågelarter och 1000 växtarter (varav 60 är endemiska).

## Befolkning
Ciutadella är en av åtta kommuner på Menorca. Data för 2019 listas i tabellen nedan.
| Kommun          | Storlek (km²) | Folkbokförd befolkning |
| --------------- | ------------- | ---------------------- |
| Alaior          | 109,76        | 9.065                  |
| Ciutadella      | 186,03        | 29.840                 |
| Es Castell      | 11,61         | 7.629                  |
| Es Mercadal     | 136,93        | 5.038                  |
| Es Migjorn Gran | 32,41         | 1.405                  |
| Ferreries       | 66,00         | 4.777                  |
| Maó             | 117,05        | 29.040                 |
| Sant Lluís      | 34,62         | 6.798                  |
| Total           | 694,41        | 93.397                 |

Till den fasta befolkningen ska läggas de stora turistströmmarna, som för år 2015 motsvarade cirka 1,2 miljoner. Av de besökande kom drygt 400 000 från resten av Spanien, medan drygt 450 000 var britter. Dessutom utökas den fast befolkningen under högsäsong till knappt det dubbla, på grund av mängden arbetskraft som är verksam inom olika besöksnäringar.